# Sphyrocoris
Sphyrocoris is een geslacht van wantsen uit de familie van de Scutelleridae (Pantserwantsen). Het geslacht werd voor het eerst wetenschappelijk beschreven door Gustav Mayr in 1864.

## Soorten
Het genus bevat de volgende soorten:

- Sphyrocoris obliquus (Germar, 1839)
- Sphyrocoris punctellus (Stål, 1862)